# Autariaták
Az autariaták vagy autariáták (ógörög Αὐταριάται, latin Autariatae) az illírek közé tartozó törzs volt az ókorban. A szakirodalomban a glasinaci régészeti műveltséghez kötött népcsoportot az ókori világ a legnagyobb és legharciasabb illír törzsek között tartotta számon. Eredeti szállásterületük a Labeátiszi-tótól keletre, a Drilón alsó völgyétől északra húzódó hegyvidék volt, majd az i. e. 5. században kiszorították a triballokat az Agrosz völgyéből. Az i. e. 4. században északról megindult kelta invázió fokozatosan visszaszorította őket szállásterületükre, emellett hatott kultúrájukra és nyelvükre is. Az i. e. 3. században az ardiata Illír Királyság és a Dardán Királyság felemelkedése tovább szűkítette az autariaták törzsi területét. Egyes csoportjaik a kelta szkordiszkuszok oldalán kalandoztak vagy zsoldosként Makedónia szolgálatába álltak, mások a Balkán délebbi területein telepedtek le. Utolsó említésük az i. e. 2. századból ismert.

## Területük

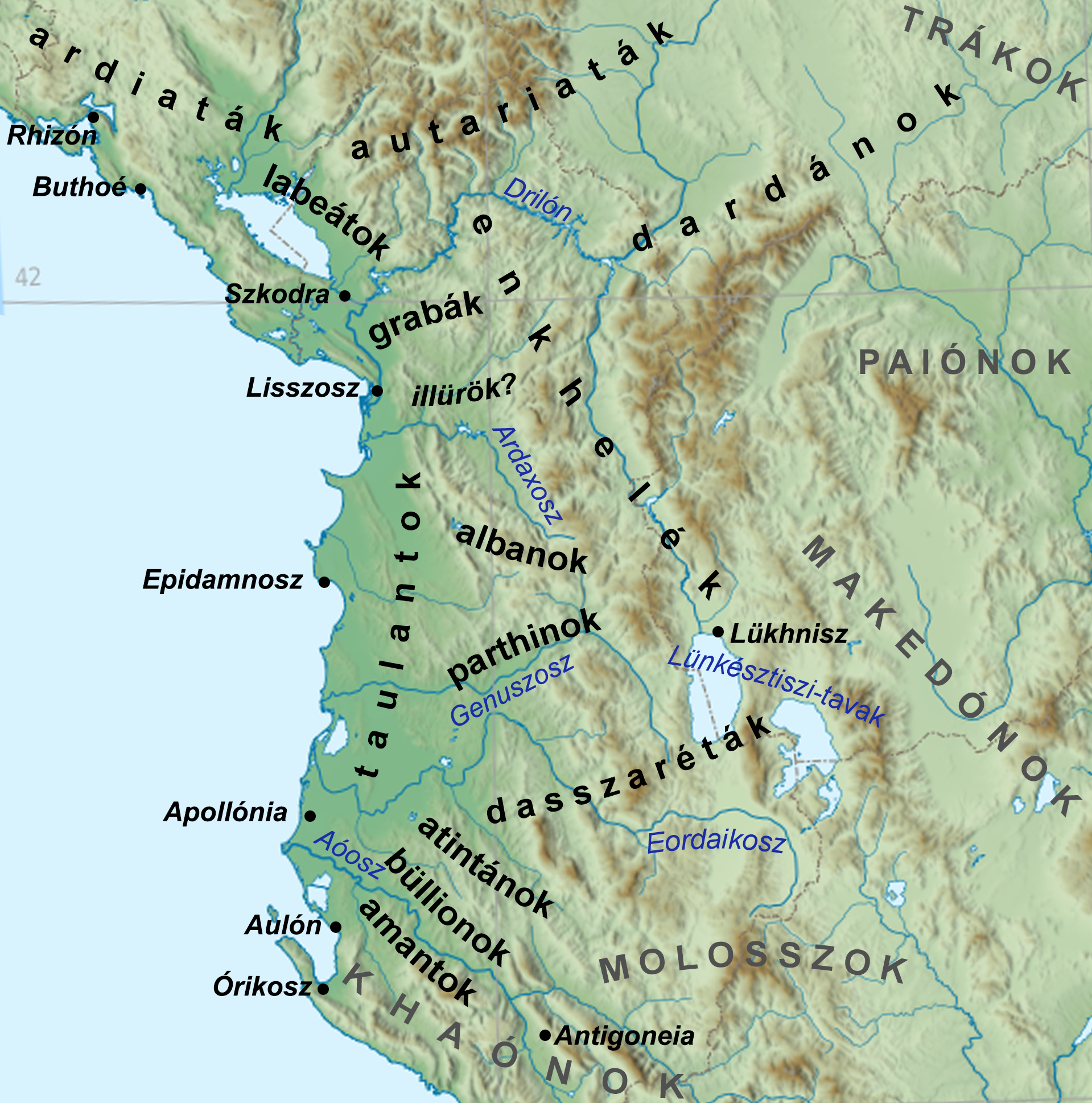
A jelentősebb délillír törzsek hozzávetőleges szállásterülete és szomszédaik az században

Az autariaták a Balkán-félsziget belsejében, a hellén világtól és az Adria-parti görög poliszoktól egyaránt nagy távolságra éltek, ezért a korabeli görög források meglehetősen szűkszavúak velük kapcsolatban. Az i. e. 4. századi Pszeudo-Szkülax-féle peripluszból ismert első említésük, amely a tengerparttól távolabb élő törzsként írja le őket, akik a Naróntól (Neretva) délre fekvő „hatalmas tó” hátországát lakják. A források történeti rekonstrukciója alapján a kutatók az autariaták eredeti szállásvidékét a Labeátiszi-tótól (Shkodrai-tó) keletre, a Drilón (Drin) alsó folyásának északi előterében helyezik el. Ennek a területnek a központi része a mai albán–montenegrói határvidék, a Lim és a Tara folyók völgye lehetett, egyes feltételezések szerint nem kizárható az autariata népnév és a Tara folyónév etimológiai kapcsolata sem. A klasszikus korban déli szomszédaik a Drilón völgyét benépesítő enkhelék voltak, az autariata vidék keleten a dardánok, északkeleten a triballok, nyugaton pedig az ardiaták országával volt határos.
Az autariaták a Közép-Balkán egyik legnagyobb és legharciasabb, előszeretettel kalandozó népei voltak, ennek megfelelően történetük során területük is gyakran változott. Az i. e. 5. században kiszorították a triballokat az Agrosz nyugati ágának (Nyugati-Morava) vidékéről, az északról nagy tömegben előrenyomuló kelta szkordiszkuszok azonban az i. e. 4–3. században fokozatosan visszaszorították őket. Az i. e. 4. század végén Kasszandrosz makedón király 20 ezer autariatát telepített le a makedón–trák határon húzódó Orbélosz-hegység (Belasica-hegység) vidékén, de ismertek csoportjaik a déli Theszprótiából is. A későbbiekben az ardiata Illír Királyság nyugati irányból, a Dardán Királyság pedig keletről hatolt be az autariata szállásterületek peremvidékére. Az i. e. 3. századra az autariaták történeti nagysága elenyészett, egyes nézetek szerint a római uralom alatt megjelenő, a pannonok közé sorolt dezitiaták és piruszták az ő leszármazottaik lehettek.

## Történetük
Az illírek mitikus eredetére vonatkozó görög legendák Appianosz történeti munkájában maradtak fenn. Ezek szerint Illüriosz hat fiának egyike Autarieasz, az autariaták ősatyja volt. Az ő fia volt Pannoniosz vagy Paiosz, akinek további két fia, Szkordiszkosz és Triballosz értelemszerűen a szkordiszkuszok és a triballok ősei voltak. A görög világ általában is keveset tudott a nagy távolságban élő autariatákról, és inkább anekdotikus színezetű legendák keringtek róluk. Elterjedt volt például harciasságuk mítosza, amit – Nikolaosz Damaszkénosz feljegyzése szerint – azzal színesített a kor embere, hogy az ardiaták a csatában megölik sebesült bajtársaikat, hogy ne kerüljenek az ellenség kezére, és seregük erejét se gyengítsék. Az i. e. 4. századból ismert az az anekdotaszerű történet is, amely szerint az ardiaták és az autariaták hosszasan hadakoztak egy a határukon fekvő sósvízű forrás birtoklása felett.
Sztrabón i. e. 1. századi földrajzi munkájában az ardiatákkal és a dardánokkal együtt – történelmi szempontból, és nem a saját korának vonatkozásában – a legnagyobb illír törzsek között említette az autariatákat, mint mind közül a leghatalmasabbat. Történelmi summázata szerint a három illír törzs először egymással háborúzott, majd a makedón és a római hódítás morzsolta fel őket. Az autariaták vonatkozásában a régészeti és történeti kutatások csak részben igazolják vissza Sztrabón megállapításait. Az ardiatáktól keletre, a dardánoktól nyugatra élő autariaták az i. e. 5. században benyomultak északkeleti szomszédaik, a trákokhoz tartozó triballok országának délnyugati vidékeire, és kiszorították őket a Nyugati-Morava völgyéből. Egyes adatok szerint ezt követően egészen a Duna-völgyéig nyomultak előre. A régészeti eredmények ezt a népmozgást azzal igazolják vissza, hogy a bronz- és vaskori glasinaci műveltség halomsíros kultúrája az i. e. 5. század folyamán a Nyugati-Morava völgyéig terjedt. Ezzel egyszersmind az autariatákat a glasinaci műveltséghez kötik, és többek között nekik tulajdonítják az i. e. 5. század elejére keltezhető, a Čačak melletti Atenicánál feltárt két – 35, illetve 70 méter átmérőjű – fejedelmi halomsírt is.
Az i. e. 4. század során azonban az autariatáknak a kelta szkordiszkuszok északról érkező inváziójával kellett szembenézniük, akik az i. e. 3. század elejéig fokozatosan régi szállásterületeikre szorították vissza őket. Ezzel egyfelől megindult az autariaták felaprózodása, emellett műveltségükre erősen hatott az északról érkező kelták kultúrája. Ennek egyik filológiai bizonysága, hogy a régészeti feltárásokból ismert, az autariatákhoz köthető névanyag sokkal inkább a szintén erős kelta hatásnak kitett dalmatákéhoz áll közel, semmint a hellenisztikus világ hatósugarában élő délillírekéhez.
Az i. e. 4–3. századi történeti események kapcsán a forrásokban még fel-felbukkan az autariaták neve, de hanyatlásuk megindult. Diodórosz számolt be arról, hogy i. e. 337-ben II. Philipposz makedón király hadat viselt egy bizonyos Pleuriasz illír király ellen. A kutatók többsége Pleuratosz illír királlyal azonosítja őt, de N. G. L. Hammond elmélete szerint egy autariata uralkodóról van szó. Arrianosz krónikájá szerint két évvel később, i. e. 335-ben már nevesítve az autariaták voltak azok, akik a fellázadt Kleitosz dasszaréta király ellen hadba induló Nagy Sándor megtámadását tervezték. Ennek a konfliktusnak a végkifejlete nem ismert, arról viszont Diodórosz, Iustinus és Orosius egyaránt beszámoltak, hogy i. e. 310-ben az autariaták megtámadták délkeleti szomszédaikat, a paionokat. Audoleón paion király a makedón uralkodó, Kasszandrosz segítségét kérte az országára törő autariaták elleni harcban. A csata az illírek vereségével zárult. Ezt követően Kasszandrosz 20 ezer autariatát telepített le a makedón–trák határon húzódó Orbélosz-hegység vidékén, a Sztrümón (Sztruma) völgyétől keletre. Ezzel a rebellis illírek pacifikálása mellett a makedón király célja a keleti országhatárok védelme volt. Néhány évvel később, i. e. 302–301-ben már 2000 autariata zsoldos harcolt Lüszimakhosz seregében a diadokhoszok kis-ázsiai háborújában. Lojalitásuk azonban kétséges volt, a háború vége előtt ugyanis átálltak a Lüszimakhosszal szemben álló Antigonosz oldalára.
Az autariaták egy másik csoportja i. e. 279-ben csatlakozott a Görögországot dúló szkordiszkuszokhoz, és részt vettek a delphoi szentély feldúlásában. A korabeli hagyomány szerint ezt követően isteni büntetés sújtotta az autariatákat: békaeső hullott rájuk, településeik és házaik megteltek a kétéltűekkel, majd bűzös békatetemekkel, és megfertőzték az ivóvízforrásaikat. A sorscsapás leírása számos változatban fennmaradt, többek között Appianosz és Hérakleidész Lembosz is feljegyezte. Ismertek variánsok, amelyek egér- vagy patkányinvázióról szólnak, ezek mellett pusztító jégesőt vagy a talajból feltörő mérgező gázokat említenek. Egyes változatok szerint nem az autariaták, hanem a dardánok szenvedték el a sorscsapást. A legenda valamennyi változatának ugyanaz a végkifejlete: az autariaták elhagyni kényszerültek eredeti szállásterületüket. A békaeső mint az isteni bosszú toposza meglehetősen általánosnak volt mondható az ókori világban, nem véletlen, hogy az egyes változatok más és más történelmi időponthoz kapcsolódnak. Bár valóban Delphoi i. e. 279-es feldúlásához kötődik a legtöbb variáns, a legenda már korábban is elterjedt, és ezzel magyarázták az autariaták paionok elleni i. e. 310-es háborúját.
A régészeti kutatások nem igazolták vissza az i. e. 4–3. század fordulójáról az autariata régió hirtelen elnéptelenedését vagy bármely drámai demográfiai fejleményt, a békaeső legendája csupán az autariaták fokozatos felmorzsolódásának hátterében álló népi narratíva. A kelta nyomás mellett az i. e. 3. század második felében felemelkedő ardiata Illír Királyság és a Dardán Királyság nyugati, illetve keleti irányból tovább szűkítette az autariaták törzsi területét. Az i. e. 2. század közepén bekövetkező római hódítás idejére az autariaták gyakorlatilag eltűntek a forrásokból. A magukról adott utolsó életjel, amelyet Appianosz és Sztrabón is feljegyzett, az i. e. 2. század második felére keltezhető, amely szerint az autariaták, bár maguk is jelentős vérveszteséget szenvedtek, vereséget mértek az ardiatákra. A területeiken ekkor megjelent dezitiaták és piruszták kapcsán ismert elmélet, hogy az autariaták leszármazottai lehettek.